# Stefan Pudlarz
Stefan Pudlarz, ps. Mały (ur. 2 września 1889 w Łodzi, zm. 11–12 kwietnia 1940 w Kalininie) – starszy przodownik Policji Państwowej, działacz niepodległościowy, ofiara zbrodni katyńskiej.

## Życiorys
Syn Adama i Bronisławy z Rzymbków urodzony 2 września 1889 w Łodzi. Ukończył jedną klasę szkoły miejskiej. Był członkiem Oddziału Bojowego Narodowego Związku Robotniczego. 11 listopada 1918 na czele specjalnie zorganizowanego plutonu zdobył Dworzec Kaliski, niezmiernie ważny punk strategiczny z olbrzymimi składami, 40 parowozami, całymi gotowymi pociągami i całym nagromadzonym materiałem. Następnie pełnił funkcję zastępcy komendanta dworca.
Od 1919 służył w Policji Państwowej. W 1925 ukończył kurs przodowników w Okręgowej Szkole PP w Łodzi i został przydzielony do Ekspozytury Urzędu Śledczego w Łodzi. Później (do września 1939) pełnił służbę w VIII Komisariacie PP w Łodzi. Mieszkał w Łodzi przy ul. Brzezińskiej 39.
W nieznanych okolicznościach, po agresji ZSRR na Polskę (17 września 1939), dostał się do sowieckiej niewoli i został osadzony w obozie w Ostaszkowie. 10 kwietnia 1940 został przekazany do dyspozycji naczelnika Zarządu NKWD Obwodu Kalinińskiego. 11 lub 12 kwietnia 1940 został zamordowany w Kalininie (obecnie Twer) i pogrzebany w Miednoje. Od 2 września 2000 spoczywa na Polskim Cmentarzu Wojennym w Miednoje.
5 października 2007 Prezydent RP Lech Kaczyński mianował go pośmiertnie na stopień aspiranta Policji Państwowej. Awans został ogłoszony 10 listopada 2007 w Warszawie, w trakcie uroczystości „Katyń Pamiętamy – Uczcijmy Pamięć Bohaterów”.
Był żonaty, miał córkę.

## Ordery i odznaczenia
- Krzyż Niepodległości – 17 marca 1932 „za pracę w dziele odzyskania niepodległości”[11][1][12]
- Krzyż Walecznych – 27 września 1922 za walki z Niemcami 11 listopada 1918[13][2]
- Medal Pamiątkowy za Wojnę 1918–1921[2]
- Medal Dziesięciolecia Odzyskanej Niepodległości[2]